# Oleksandr Kultschyzkyj
Oleksandr Julianowytsch Kultschyzkyj (ukrainisch Олександр Юліанович Кульчицький; * 8. Februar 1895 in Skalat, Galizien, Österreich-Ungarn; † 30. April 1980 in Sarcelles, Frankreich) war ein ukrainischer Psychologe, Soziologe und Philosoph sowie eine soziale und politische Persönlichkeit.

## Leben
Oleksandr Kultschyzkyj kam in der Stadt Skalat im damaligen österreichischen Kronland Königreich Galizien und Lodomerien in der heute ukrainischen Oblast Ternopil zur Welt.
Nachdem er 1913 das klassische Gymnasium in Stanislaw abgeschlossen hatte, studierte er zwischen 1913 und 1914 sowie von 1924 bis 1926 Germanistik und Philosophie an der philosophischen Fakultät der Universität Lwiw und in den Jahren 1919/1920 Philosophie, Psychologie und Romanistik an der Sorbonne in Paris.
Im Ersten Weltkrieg wurde er in die Österreichisch-ungarische Armee eingezogen und im Oktober 1918 wurde er zum Delegierten der Studentenschaft in den Ukrainischen Nationalrat der Westukrainischen Volksrepublik gewählt. In den Jahren 1919/20 war er in diplomatischer Mission der Westukrainischen Volksrepublik in Paris bei der Friedenskonferenz.
Nach seiner Rückkehr an die Universität Lwiw 1924 erhielt er dort 1926 einen Master-Abschluss in Pädagogik und Psychologie.
Von 1925 an arbeitete er als Lehrer in Solotschiw, Kolomyja und Lwiw. Ab 1924 war er zudem journalistisch tätig und wurde polnischer Tennismeister. In Lwiw verteidigte er 1930 seine Doktorarbeit. In den Jahren 1930 bis 1932 studierte er, aufgrund eines zweijähriges Stipendium des Bildungsministerium, an der Jagiellonen-Universität in Krakau Philosophie. 1940 emigrierte er nach Deutschland.<
Dort lehrte er von 1945 bis 1958 an der Ukrainischen Freien Universität in München. Er und einige Mitstreiter an der Freien Universität gründeten 1962 einen Verband zur Förderung der ukrainischen Studien, welcher zu erheblich verbesserten Bedingungen für die Universität beitrug. 1963 war er Rektor der Universität, 1968 bis 1972 Vizerektor und von 1973 bis 1979  Dekan der Philosophischen Fakultät der Ukrainischen Freien Universität. 
Seit 1951 war er auch in Frankreich tätig. Er war langjähriges ordentliches Mitglied der Wissenschaftlichen Schewtschenko-Gesellschaft, stellvertretender Vorsitzender der Gesellschaft in Europa und Leiter des westeuropäischen Zentrums der Gesellschaft in Sarsel bei Paris, wo er 1980 im Alter von 85 Jahren verstarb.

## Werk
Kultschyzkyjs ideologische, theoretische und methodologische Grundlagen standen unter dem Einfluss der Ideen von Max Scheler, Henri Bergson und Emmanuel Mounier. Seine Philosophie beruhte hauptsächlich auf den Ansichten von Immanuel Kant und Gregorius Skoworoda.
Kultschyzkyj verfasste nahezu 400 Artikel und Monographien aus den Bereichen Philosophie, Psychologie, Anthropologie, Charakterwissenschaften, Ethnographie, Pädagogik, Germanistik und Literaturwissenschaft, die in Ukrainisch, Englisch, Deutsch, Französisch veröffentlicht wurden.